# أنثى عارية (رينوار)
أنثى عارية هي لوحة زيتية للفنان الفرنسي أوجست رينوار، اللوحة معروضة حالياً في متحف بوشكين.